# Discografia de Cheryl
A discografia de Cheryl, uma cantora britânica, é composta por quatro álbuns de estúdio, seis extended play (EP) e sete singles, incluindo dois como artista convidada. Fernandez-Versini ganhou fama quando venceu o concurso Popstars: The Rivals do canal de televisão ITV. O seu prémio era um lugar na banda feminina Girls Aloud. Quando o grupo anunciou que iria entrar em um hiato em 2009, a cantora decidiu lançar o seu primeiro trabalho a solo.
O álbum de estreia da cantora, 3 Words, foi lançado pela editora discográfica Fascination Records no Reino Unido em Outubro de 2009. O produtor musical will.i.am produziu a maior parte do álbum e também forneceu os seus vocais para muitas das faixas. O álbum estreou na UK Album Chart na posição número um e foi certificado com platina pela British Phonographic Industry (BPI) no mês seguinte ao lançamento. O álbum alcançou a segunda posição na Irlanda, mas teve um desempenho gráfico fraco em todo o resto da Europa. O primeiro single do álbum, "Fight for This Love", estreou no número um na UK Singles Chart e se tornou no quarto single mais bem vendido em 2009 no Reino Unido até aquele ponto. Ele também liderou as tabelas da Irlanda, da Dinamarca e da Noruega e atingiu o pico dentro dos cinco primeiros na maior parte da Europa. Os singles seguintes – "3 Words", com participação de will.i.am, e "Parachute" – tiveram a posição de pico entre os cinco primeiros no Reino Unido e os dez primeiros na Irlanda.
O segundo álbum de estúdio, Messy Little Raindrops, foi lançado em formato digital e físico em 29 de Outubro de 2010. Contendo faixas produzidas por will.i.am, o álbum recebeu o certificado de platina no Reino Unido pela venda de mais de 300 mil exemplares. Atingiu a primeira posição no Reino Unido e se posicionou no top dez na Irlanda e no resto do continente europeu. Dele surgiram dois singles: "Promise This" e "The Flood". O primeiro single foi bem recebido criticamente, com alguns críticos a chamando de "a melhor faixa de dance de sempre". Atingiu a primeira posição no Reino Unido, na Irlanda e na Escócia. "The Flood" foi lançado em Janeiro de 2011. Os críticos elogiaram a canção, mas questionaram a habilidade de Cole para fazer baladas. Teve um fraco desempenho gráfico, atingindo a décima oitava posição no Reino Unido.
O seu terceiro álbum de estúdio, A Million Lights, foi lançado em 18 de Junho de 2012. Estreou no número dois da UK Albums Chart. O seu primeiro single, "Call My Name", foi lançado em Abril de 2012 e alcançou a primeira posição no Reino Unido, onde recebeu o certificado de disco de prata. O single subsequente, "Under the Sun", alcançou o seu pico na trigésima terceira posição no Reino Unido. A cantora acumula 1.7 milhões de álbuns vendidos apenas no Reino Unido.

## Álbuns

### Álbuns de estúdio
| Detalhes do álbum | Melhores posições nas tabelas | Melhores posições nas tabelas | Melhores posições nas tabelas | Melhores posições nas tabelas | Melhores posições nas tabelas | Melhores posições nas tabelas | Melhores posições nas tabelas | Melhores posições nas tabelas | Melhores posições nas tabelas | Melhores posições nas tabelas | Melhores posições nas tabelas | Vendas        | Certificações (limiares de vendas)        |
| Detalhes do álbum | GRB                           | AUS                           | AUT                           | FRA                           | ALE                           | IRL                           | HOL                           | NOR                           | SUI                           | EUR                           | ESC                           | Vendas        | Certificações (limiares de vendas)        |
| --- | ----------------------------- | ----------------------------- | ----------------------------- | ----------------------------- | ----------------------------- | ----------------------------- | ----------------------------- | ----------------------------- | ----------------------------- | ----------------------------- | ----------------------------- | ------------- | ----------------------------------------- |
| 3 Words - Lançamento: 26 de outubro de 2009 - Gravadora(s): Fascination Records (Cat. no.: 2721459) - Formato(s): CD, download digital                | 1                             | 31                            | 26                            | 53                            | 45                            | 2                             | 49                            | 18                            | 52                            | 7                             | 2                             | - : 1.000.000 | - : 3× Platina - : 2× Platina - : Platina |
| Messy Little Raindrops - Lançamento: 1 de novembro de 2010 - Gravadora(s): Fascination Records (Cat. no.: 2753287) - Formato(s): CD, download digital | 1                             | —                             | —                             | —                             | —                             | 2                             | —                             | —                             | —                             | 7                             | 2                             | - : 500.000   | - : Platina - : Platina                   |
| A Million Lights - Lançamento: 18 de junho de 2012 - Gravadora: Fascination Records - Formato(s): CD, download digital                                | 2                             | 39                            | —                             | —                             | —                             | 2                             | —                             | —                             | —                             | —                             | 1                             | - : 200.000   | - : Ouro                                  |
| Only Human - Lançamento: 7 de Novembro de 2014 - Gravadora: Polydor Records - Formato(s): CD, download digital                                        | 7                             | —                             | —                             | —                             | —                             | 9                             | —                             | —                             | —                             | —                             | 8                             | - : 200.000   | - : Ouro                                  |
| "—" denota lançamentos que não foram lançados no território ou não entrou nas tabelas.                                                                |                               |                               |                               |                               |                               |                               |                               |                               |                               |                               |                               |               |                                           |

### Extended plays
| Ano  | Detalhes do álbum | Observações                                                     |
| ---- | --- | --------------------------------------------------------------- |
| 2009 | Fight for This Love EP - Lançamento: 15 de outubro de 2009 - Gravadora(s): Polydor Records - Formato(s): Download digital     | - Apresenta remixes de "Fight for This Love" (2009).            |
| 2009 | 3 Words EP - Lançamento: 17 de dezembro de 2009 - Gravadora(s): Polydor Records - Formato(s): Download digital                | - Apresenta remixes de "3 Words" (2009).                        |
| 2010 | Parachute EP - Lançamento: 11 de março de 2010 - Gravadora(s): Polydor Records - Formato(s): Download digital                 | - Apresenta remixes de "Parachute" (2009).                      |
| 2010 | 3 Words: The B-Sides - Lançamento: 18 de abril de 2010 - Gravadora(s): Fascination Records - Formato(s): Download digital     | - Apresenta os três lados B dos três singles de 3 Words (2009). |
| 2010 | Promise This - The Remixes - Lançamento: 21 de outubro de 2010 - Gravadora(s): Polydor Records - Formato(s): Download digital | - Apresenta remixes de "The Flood" (2010).                      |
| 2010 | The Flood EP - Lançamento: 30 de dezembro de 2010 - Gravadora(s): Polydor Records - Formato(s): Download digital              | - Apresenta remixes de "The Flood" (2010).                      |

## Singles

### Como artista principal
| Ano                                                                                    | Canção                                                 | Melhores posições nas tabelas | Melhores posições nas tabelas | Melhores posições nas tabelas | Melhores posições nas tabelas | Melhores posições nas tabelas | Melhores posições nas tabelas | Melhores posições nas tabelas | Melhores posições nas tabelas | Melhores posições nas tabelas | Melhores posições nas tabelas | Certificações                                      | Álbum                  |
| Ano                                                                                    | Canção                                                 | GRB                           | AUS                           | AUT                           | FRA                           | ALE                           | IRL                           | NOR                           | HOL                           | SUI                           | EUR                           | Certificações                                      | Álbum                  |
| -------------------------------------------------------------------------------------- | ------------------------------------------------------ | ----------------------------- | ----------------------------- | ----------------------------- | ----------------------------- | ----------------------------- | ----------------------------- | ----------------------------- | ----------------------------- | ----------------------------- | ----------------------------- | -------------------------------------------------- | ---------------------- |
| 2009                                                                                   | "Fight for This Love"                                  | 1                             | 54                            | 4                             | 7                             | 4                             | 1                             | 1                             | 2                             | 3                             | 3                             | - : Platina - : Ouro - : Ouro - : Platina - : Ouro | 3 Words                |
| 2009                                                                                   | "3 Words" (com participação de will.i.am)              | 4                             | 5                             | 56                            | —                             | 27                            | 7                             | —                             | 20                            | —                             | 6                             | - : Prata - : Platina                              | 3 Words                |
| 2010                                                                                   | "Parachute"                                            | 5                             | —                             | —                             | —                             | 78                            | 4                             | —                             | —                             | —                             | 5                             | - : Prata                                          | 3 Words                |
| 2010                                                                                   | "Promise This"                                         | 1                             | 78                            | —                             | —                             | —                             | 1                             | —                             | —                             | —                             | 1                             | - : Prata                                          | Messy Little Raindrops |
| 2011                                                                                   | "The Flood"                                            | 18                            | —                             | —                             | —                             | 26                            | —                             | —                             | —                             | 14                            | —                             |                                                    | Messy Little Raindrops |
| 2012                                                                                   | "Call My Name"                                         | 1                             | 49                            | —                             | —                             | —                             | 1                             | —                             | 97                            | —                             | 1                             | - : Prata - : Ouro                                 | A Million Lights       |
| 2012                                                                                   | "Under the Sun"                                        | 13                            | —                             | —                             | —                             | —                             | 16                            | —                             | —                             | —                             | 8                             |                                                    | A Million Lights       |
| 2014                                                                                   | "Crazy Stupid Love" (com participação de Tinie Tempah) | 1                             | 43                            | —                             | 172                           | —                             | 1                             | —                             | —                             | —                             | 1                             | - : Ouro                                           | Only Human             |
| 2014                                                                                   | "I Don't Care"                                         | 1                             | —                             | —                             | —                             | —                             | 4                             | —                             | —                             | —                             | 1                             | - : Prata                                          | Only Human             |
| 2014                                                                                   | "Only Human"                                           | 70                            | —                             | —                             | —                             | —                             | —                             | —                             | —                             | —                             | 40                            |                                                    | Only Human             |
| "—" denota lançamentos que não foram lançados no território ou não entrou nas tabelas. |                                                        |                               |                               |                               |                               |                               |                               |                               |                               |                               |                               |                                                    |                        |

### Como artista convidada
| Ano                                                                                    | Canção                                                     | Melhores posições nas tabelas | Melhores posições nas tabelas | Melhores posições nas tabelas | Melhores posições nas tabelas | Melhores posições nas tabelas | Melhores posições nas tabelas | Álbum              |
| Ano                                                                                    | Canção                                                     | GRB                           | AUS                           | AUT                           | ALE                           | IRL                           | SUI                           | Álbum              |
| -------------------------------------------------------------------------------------- | ---------------------------------------------------------- | ----------------------------- | ----------------------------- | ----------------------------- | ----------------------------- | ----------------------------- | ----------------------------- | ------------------ |
| 2008                                                                                   | "Heartbreaker" (will.i.am com participação de Cheryl Cole) | 4                             | —                             | —                             | —                             | 7                             | —                             | Songs About Girls  |
| 2010                                                                                   | "Everybody Hurts" (como parte de Helping Haiti)            | 1                             | 28                            | 23                            | 16                            | 1                             | 16                            | Single de caridade |
| "—" denota lançamentos que não foram lançados no território ou não entrou nas tabelas. |                                                            |                               |                               |                               |                               |                               |                               |                    |

### Outras canções que entraram nas tabelas
| Ano  | Canção                                         | Melhores posições nas tabelas | Álbum            |
| Ano  | Canção                                         | GRB                           | Álbum            |
| ---- | ---------------------------------------------- | ----------------------------- | ---------------- |
| 2009 | "Boy Like You" (com participação de will.i.am) | 105                           | 3 Words          |
| 2009 | "Don't Talk About This Love"                   | 177                           | 3 Words          |
| 2009 | "Happy Hour"                                   | 161                           | 3 Words          |
| 2009 | "Heaven" (com participação de will.i.am)       | 122                           | 3 Words          |
| 2009 | "Make Me Cry"                                  | 154                           | 3 Words          |
| 2009 | "Rain on Me"                                   | 135                           | 3 Words          |
| 2009 | "Stand Up"                                     | 112                           | 3 Words          |
| 2012 | "Screw You" (com participação de Wretch 32)    | 100                           | A Million Lights |

## Aparições em álbuns
| Ano  | Canção                          | Artista(s)                                              | Álbum           |
| ---- | ------------------------------- | ------------------------------------------------------- | --------------- |
| 2010 | "Check It Out (UK Special Mix)" | Nicki Minaj e will.i.am com participação de Cheryl Cole | Check It Out EP |

## Vídeos musicais
| Ano  | Canção                            | Director(es)    |
| ---- | --------------------------------- | --------------- |
| 2008 | "Heartbreaker"                    |                 |
| 2009 | "Fight for This Love"             | Ray Kay         |
| 2009 | "3 Words" (versão viral)          | Vincent Haycock |
| 2009 | "3 Words" (versão de ecrã-divido) | Saam            |
| 2010 | "Everybody Hurts"                 | Joseph Kahn     |
| 2010 | "Parachute"                       | Alexand Liane   |
| 2010 | "Check It Out" (UK Special Mix)   | Rich Lee        |
| 2010 | "Promise This"                    | Sophie Muller   |
| 2010 | "The Flood"                       | Sophie Muller   |
| 2012 | "Call My Name"                    | Anthony Mandler |
| 2012 | "Under the Sun"                   | Anthony Mandler |
| 2012 | "Ghetto Baby"                     | Rankin          |
| 2014 | "Crazy Stupid Love"               | Colin Tilley    |
| 2014 | "I Don't Care"                    | Colin Tilley    |
| 2015 | "Only Human"                      | Chris Sweeney   |